# 奧斯卡·埃爾南德斯
奧斯卡·埃爾南德斯（Óscar Hernández，1978年4月10日—）是一位西班牙職業網球運動員，1998年轉職業。
他的生涯單打最高排名為48位（2007年10月8日）
在2007年羅馬大師賽，他打出職業生涯代表作，第一輪以3–6、7–63、6–1便爆冷淘汰前世界第一萊頓·休伊特。。

## 外部連結
- 奧斯卡·埃爾南德斯（英文/西班牙文）的官方資料
- 奧斯卡·埃爾南德斯的國際網球總會 職業／青少年 官方資料（英文）
- 奧斯卡·埃爾南德斯的官方資料（英文）